# Sainte-Florence (Gironde)
Sainte-Florence is een gemeente in het Franse departement Gironde (regio Nouvelle-Aquitaine) en telt 129 inwoners (1999). De plaats maakt deel uit van het arrondissement Libourne.

## Geografie
De oppervlakte van Sainte-Florence bedraagt 3,2 km², de bevolkingsdichtheid is 40,3 inwoners per km².
De onderstaande kaart toont de ligging van Sainte-Florence (Gironde) met de belangrijkste infrastructuur en aangrenzende gemeenten.

## Demografie
Onderstaande figuur toont het verloop van het inwonertal (bron: INSEE-tellingen).